# Szydłowo (Powiat Pilski)
Szydłowo (deutsch Groß Wittenberg, abgekürzt Gr. Wittenberg) ist ein Dorf mit Sitz einer gleichnamigen Landgemeinde im Powiat Pilski (Kreis Schneidemühl) der polnischen Woiwodschaft Großpolen.

## Geographische Lage
Das Kirchdorf liegt im Netzedistrikt des ehemaligen Westpreußen im Städtedreieck Wałcz (Deutsch Krone) – Piła (Schneidemühl) – Trzcianka (Schönlanke), etwa 15 Kilometer südöstlich von Wałcz und sieben Kilometer westnordwestlich  von Piła.

## Geschichte
Die Grenzregion des Netzedistrikts, in der das Dorf liegt, hatte ursprünglich zum Herzogtum Pommern gehört, war vorübergehend unter polnische Herrschaft gelangt und dann an die Markgrafen von Brandenburg gekommen. Im Rahmen der Ersten Teilung Polen-Litauens wurde das Dorf 1772 zusammen mit dem Landkreis Deutsch Krone mit Preußen wiedervereinigt.
Ältere Ortsbezeichnungen sind Białogóra (1641), auch Szydlowo, neupolnisch Witowa góra. Der Name bezieht sich auf die „weißen Moore“ (Białe Błota), die in der Nähe liegen.  Als um 1600 das benachbarte Jaraczewo den neuen Namen Klein Wittenberg erhielt, wurde aus Bialagora Groß Wittenberg. 
Der Starost Graf  von Gorka beauftragte im Jahre 1585 Peter Schmidt aus Kunzendorf mit der Anlage einer Siedlung auf dem Hexenberg nahe Schneidemühl (Piła). Schmidt selber erhielt das zwei Hufen große Schulzengut, und jeder Bauer eine Hufe. Außerdem setzte er Kossäten an. Hier war eine den Evangelischen abgenommene katholische Kirche, Filiale von Schneidemühl, die 1738 dem Baustil nach als  in „preußischem Werk“ beschrieben wurde.
Im Jahr 1945 gehörte Groß Wittenberg zum Landkreis Deutsch Krone im Regierungsbezirk Marienwerder der preußischen Provinz Westpreußen des Deutschen Reichs. Zwischen 1919 und 1939 war es in die Provinz Grenzmark Posen-Westpreußen eingegliedert und kam 1939 zum Regierungsbezirk Grenzmark Posen-Westpreußen der Provinz Pommern.  Groß Wittenberg war Sitz des Amtsbezirks Groß Wittenberg, zu dem außerdem noch Hasenberg und Klein Wittenberg gehörten, sowie des nach ihm benannten  Standesamtsbezirks. Amtsgerichtlich gehörte es nach Deutsch Krone (Wałcz).
Gegen Ende des Zweiten Weltkriegs besetzte im Frühjahr 1945 die Rote Armee die Region. Kurz danach wurde Groß Wittenberg seitens der sowjetischen Besatzungsmacht zusammen mit ganz Hinterpommern – militärische Sperrgebiete ausgenommen – der Volksrepublik Polen zur Verwaltung überlassen. Das deutsche Dorf Groß Wittenberg wurde unter dem Namen „Szydłowo“ verwaltet. Es wanderten nun Polen zu. In der Folgezeit wurde die einheimische Bevölkerung von der polnischen Administration aus Groß Wittenberg vertrieben. 
Das Dorf ist jetzt dem  Powiat Pilski der Woiwodschaft Großpolen (bis 1998 Woiwodschaft Piła) angegliedert; es ist Sitz der gleichnamigen Landgemeinde.

### Demographie
| Jahr | Einwohner | Anmerkungen |
| ---- | --------- | --- |
| 1783 | –         | königliches Dorf nebst einer katholischen Filialkirche von Schneidemühl, im Netzedistrikt, Kreis Krone, 38 Feuerstellen (Haushaltungen) |
| 1818 | 203       | königliches Dorf |
| 1864 | 376       | davon 189 Evangelische und 187 Katholiken                                                                                               |
| 1910 | 349       | am 1. Dezember, Landgemeinde, darunter 156 Evangelische und 193 Katholiken                                                              |
| 1925 | 388       | darunter 165 Evangelische und 223 Katholiken                                                                                            |
| 1933 | 411       | [ 7 ] |
| 1939 | 392       | [ 7 ] |

### Kirche

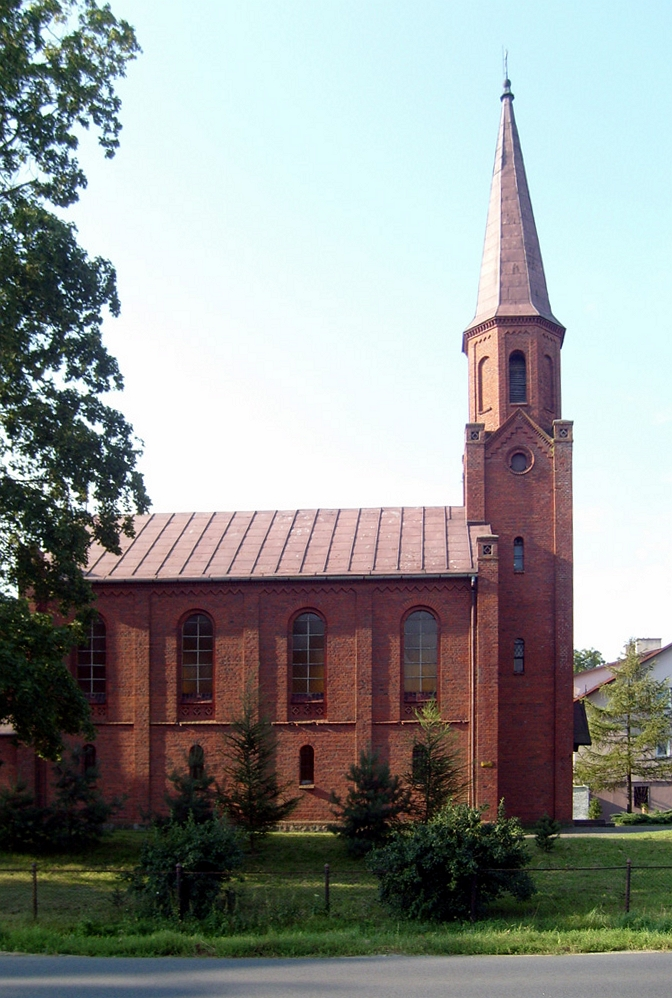
Dorfkirche, bis 1945 Gotteshaus der evangelischen Gemeinde Groß Wittenberg

#### Kirchengemeinde
Die katholische Kirche in Groß Wittenberg war von 1683 bis 1923 Filialkirche von Schneidemühl (heute polnisch: Piła) und gehörte dann als Filialkirche zu Krummfließ (Pokrzywnica). Als im Zuge der Reformation in Groß Wittenberg eine evangelische Gemeinde entstand, übernahm sie die katholische Kapelle. In der Gegenreformation wurde sie den Katholiken zurückgegeben. Bis 1868 gab es als Provisorium ein kleines Bethaus.
Im Jahre 1868 konnte eine neue evangelische Kirche mit Turm eingeweiht werden. Groß Wittenberg wurde mit Datum vom 19. Juni 1853 ein eigenes Kirchspiel, zu dem auch Kappe (Kępa) und Rose (Róża Wielka) gehörten. Es war dem Kirchenkreis Deutsch Krone (Wałcz) der evangelischen Kirche der Altpreußischen Union zugeordnet.
Die katholische Gemeinde erhielt 1890 eine neue, jedoch turmlose, Kirche. Heute ist Szydłowo Sitz einer katholischen Pfarrei mit dem Namen pw. MB Nieustającej Pomocy. Sie gehört zum Dekanat Wałcz im Bistum Köslin-Kolberg. Die evangelischen Gemeindeglieder sind nun in das Kirchspiel Piła (Schneidemühl) eingegliedert.

#### Pfarrer 1853–1945
Zwischen 1853 und 1945 amtierten in Groß Wittenberg zehn evangelische Geistliche (bis 1868 Vikare, danach Pfarrer):
1. Carl Wilhelm Nietzsche, 1853–1862
2. Wilhelm Richard R. Pauly, 1862–1868
3. Albert Otto Ferdinand Weise, 1869–1878
4. Karl Christian Astecker, 1879–1899
5. Carl Friedrich Paul Greger, 1899–1912
6. Johannes Wilhelm A. Rogozinski, 1913–1915
7. Rudolf Eduard August Rohrbeck, 1916–1925
8. Helmut Zeeh, 1926–1928
9. Wilhelm Wenzlaff, 1928–1934
10. Erwin Weiß, 1936–1945

## Gmina Szydłowo

### Allgemeines
Die Landgemeinde Szydłowo liegt im Nordwesten der Woiwodschaft Großpolen, die Westgrenze der Gemeinde ist zugleich die Grenze zum Powiat Wałecki (Kreis Deutsch Krone) und auch zur Woiwodschaft Westpommern, die südliche Gemeindegrenze trennt die Gmina vom Powiat Czarnkowsko-Trzcianecki (Kreis Czarnikau-Schönlanke), und die Nordgrenze vom Powiat Złotowski (Kreis Flatow).
Zur Gmina Szydłowo gehören 32 Ortschaften, die 18 „Schulzenämtern“ zugeordnet sind.

### Verkehr

#### Straßen
Durch das mittlere Gemeindegebiet verläuft in West-Ost-Richtung die Woiwodschaftsstraße 179 (ehemalige Reichsstraße 123) und stellt eine Anbindung der Gmina an die Kreisstadt Piła (Schneidemühl), aber auch an die Landesstraße 22 Kostrzyn nad Odrą (Küstrin)/Deutschland–Grzechotki (Rehfeld)/Russland (ehemalige Reichsstraße 1 Aachen–Berlin–Königsberg (Preußen)) bei Rusinowo (Ruschendorf) her.
Durch das nördliche Gebiet der Gmina Szydłowo verläuft die Landesstraße 10 Lubieszyn (Neu Linken)/Deutschland–Stettin–Płońsk (Plöhnen) (ehemalige Reichsstraße 104 Lübeck–Stettin–Schneidemühl).
Im Übrigen werden die einzelnen Ortschaften der Gemeinde durch Nebenstraßen und Landwege miteinander „vernetzt“.

#### Schienen
Der Ort ist unter der Bezeichnung Szydłowo Krajeńskie Bahnstation an der Staatsbahnlinie Nr. 403 von Piła (Schneidemühl) über Wałcz (Deutsch Krone) nach Ulikowo (Wulkow) bei Stargard (Stargard in Pommern). Der Bahnhof Szydłowo Krajeńskie liegt an der Bahnstrecke Piła–Ulikowo. Im Nordosten der Gemeinde liegen die Bahnhöfe Stara Lubianka und Płytnica an der Bahnstrecke Piła–Ustka.

### Partnerschaften
Die Gmina Szydłowo pflegt Partnerschaften mit Blato (Kroatien), Domnitz (Sachsen-Anhalt, Deutschland) und Dömös (Ungarn).